# 达文·布朗
达莫内·拉马尔·布朗（英語：Damone Lamar Brown，1979年6月28日—），美国NBA联盟职业篮球运动员。他在2001年的NBA选秀中第2轮第8顺位被费城76人选中。